# Niziny Środkowopolskie

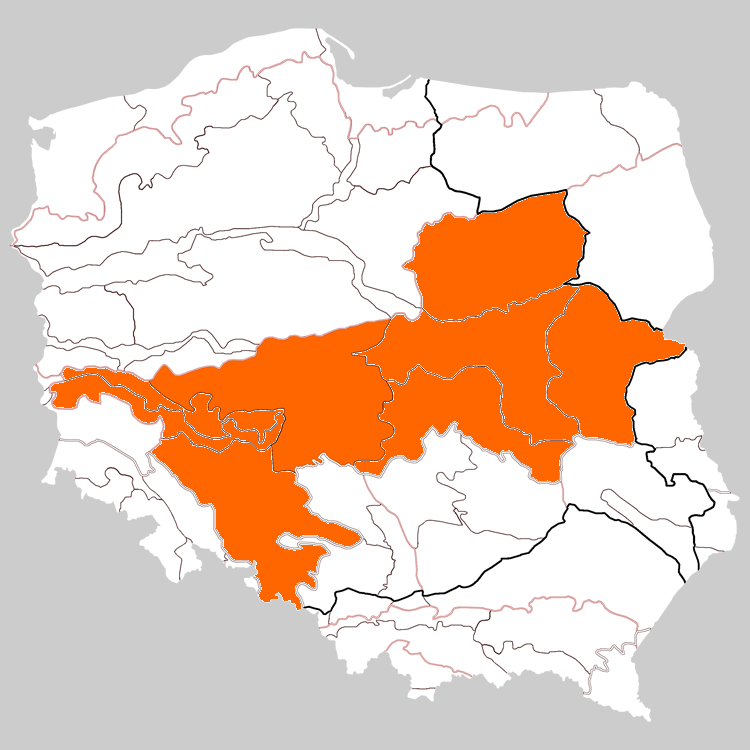
Niziny Środkowopolskie

Niziny Środkowopolskie (318) – podprowincja fizycznogeograficzna w środkowej Polsce (29% powierzchni kraju) i częściowo w Czechach, stanowiąca południowo-wschodnią część Niżu Środkowoeuropejskiego. Region stanowi głównie system bezjeziornych równin erozyjno-denudacyjnych o wysokościach 100-200  m n.p.m., maksymalnie ponad 340 m na Płaskowyżu Głubczyckim (pomijając sztucznie usypaną Górę Kamieńską o wysokości 389 m). Roczne opady są niewielkie (450-500 mm).
Niziny Środkowopolskie dzielą się na 8 makroregionów:
318.1-2 Nizina Południowowielkopolska
318.3 Obniżenie Milicko-Głogowskie
318.4 Wał Trzebnicki
318.5 Nizina Śląska
318.6 Nizina Północnomazowiecka
318.7 Nizina Środkowomazowiecka
318.8 Wzniesienia Południowomazowieckie
318.9 Nizina Południowopodlaska